# Jerzy Sulima-Jaszczołt
Jerzy Franciszek Sulima-Jaszczołt (ur. 17 sierpnia 1903 w Piasecznie, zm. 18 sierpnia 1944 w Warszawie) – polski aktor teatralny i filmowy, śpiewak, powstaniec warszawski.

## Życiorys
Ukończył warszawskie Gimnazjum Wojciecha Górskiego. Jako aktor debiutował ok. 1922 roku na scenie Teatr im. Wojciecha Bogusławskiego w Warszawie pod nazwiskiem Sulima. Następnie występował w stołecznej Reducie (1922-1923), Wilnie (Teatr Polski, 1923-194), Grodnie (Teatr Miejski, 1925), Lwowie oraz najprawdopodobniej w Lublinie (1925). W 1926 roku zawarł związek małżeński z aktorką Heleną Jaworską. W 1928 roku śpiewał w Teatrze Popularnym w Bydgoszczy i wówczas zaczął używać nazwiska Sulima-Jaszczołt. Następnie powrócił do Warszawy, gdzie występował - z małymi przerwami - aż do wybuchu II wojny światowej. W stolicy był członkiem zespołów teatrów: Czerwony As (1928), operetki Lucyny Messal (1929), Bagatela, Chochlik, Orfeum (1929), Hollywood (1930, 1932-1933), Komedia Muzyczna (1930), Morskie Oko (1932), Savoy, Casanova (1933), Cyrulik Warszawski (1936) oraz Teatru Rozmaitości (od 1937). W tym okresie występował także w Wilnie (Teatr Letni, 1933), Poznaniu (Teatr Nowy, 1936-1936) oraz w Krakowie. Był autorem skeczy i piosenek kabaretowych, brał również udział w audycjach Polskiego Radia.
Podczas II wojny światowej pracował jako urzędnik warszawskiego Zarządu Miejskiego. Był również członkiem ruchu oporu (ps. Florian). Podczas powstania warszawskiego walczył w szeregach Batalionu „Kiliński”. Zginął na barykadzie przy ul Widok 16.

## Filmografia
- Śluby ułańskie (1934) - porucznik w kasynie oficerskim
- Papa się żeni (1936) - reżyser rewii "Ewelina"
- Jego wielka miłość (1936)
- Jadzia (1936)
- Amerykańska awantura (1936)
- Znachor (1937) - lekarz w klinice
- Strachy (1938) - baletmistrz Frączek
- Profesor Wilczur (1938) - lekarz w klinice
- Sportowiec mimo woli (1939) - fryzjer w salonie w Warszawie